# 員外官
員外官（いんがいかん）とは、古代日本において、朝廷の官職について、令(りょう)に定められた正規の定員数を越えて任命する官職。奈良時代に主として見られる。平安時代には権官（ごんかん）が任命された。

## 概要
律令の官職のうち職員令や格に定められた定員以外に任命された官員で、「権官」とのちがいは、「定員外」と「権（かり）」であり、正規の役人がいなくとも、あるいは官位相当制には外れるが能力のある人物を、「かりに」任命するのが「権官」で、正規の官吏プラス（資格のある人間の）余剰要員が員外官である。ただし、のちにはほぼ同じものを意味するようになる。
その設置目的は『続日本紀』巻第三十六にある781年（天応元年6月1日）の桓武天皇の詔によると、
とあり、職員数に制限があるにもかかわらず、事務量の多い劇官を対象としたところにあった。初見は、『続紀』巻第八にある、元正天皇の時代の718年（養老2年9月）に従五位下の波多真人与射（余射）(はた の まひと よさ)を式部員外少輔に任じた、というものである。この日、藤原武智麻呂が式部卿に任命されており、中臣朝臣東人も式部少輔に任じられている。養老4年10月9日の巨勢朝臣足人の事例、同5年6月26日の下毛野朝臣虫麻呂の事例（すべて従五位下式部員外少輔）など、初期の員外官補任が式部省によく見られる。これらには、藤原不比等の権力体制下で、人事権を管掌する式部省を掌握し、強化するという目的があった。
以後、京官(けいかん、中央の官職)の場合は春宮坊、衛門府、中衛府、少納言府などに置かれ、正規の官と同じ収益（公廨稲（くがいとう）など）を与えられている。『続紀』にある任命数24例中、18例が衛門次官クラスで、少納言や左少弁・式部大輔・勅旨少輔・中務少輔など中枢の官職に見られる。
外官（地方官）も同様であり、とりわけ「員外国司」は天平年間（729年 - 749年）より見られ、中には現地赴任し、国務に携わっているケースも見られるが、京官が兼任する遥任である場合がより多く、官人に俸禄を預からせる優遇策として用いられており、位階が正規の国司よりも高い場合もある。介(すけ)以下の国司が多く任命されるようになってもいる。また、『続紀』巻第二十六にある765年（天平神護元年8月）の粟田道麻呂・大津大浦・石川長年らに見られるような、和気王の変の影響による左遷(事実上の配流)というような場合もある。
同じ称徳天皇の766年（天平神護2年10月）に任国への赴任を禁止されると、逆にその官員も多数に上った。これは員外国司の任用そのものを禁止したものではなかったからであり、道鏡政権における官位授与の濫用と相まって、その得分のみを目的とする弊害を生じている。綱紀の弛緩という問題も生まれてきたため、『続紀』巻第三十三によると、光仁天皇の774年（宝亀5年3月）に員外国司の歴任5年以上の者は解任し、5年未満の者は5年に満ちて辞めさせることとした。「必ずしも符を待たざれ」とも付け加えている。員外国司は任国へ赴いて執務を行わないため、太政官符の発給がなくとも、自動的に解任になってしまうからである。
翌6年3月には、伊勢国・三河国・下総国・越前国・播磨国・阿波国・肥後国など23国で正規の国司の増員がはかられた。6月には、畿内の員外史生以上の国司を強制的に解任して退去させた。同10年閏5月には太政官の奏上により、国の大小によって史生の員数を各1名増減し、史生希望者の数に比して官の定員が少ない現状を改善し、任期を天平宝字2年10月（758年）の淳仁天皇の勅令に準じて4年とし、多くの者に機会を与えるようにし、適正化をも図ってきた。
この対象外であった京官についても、最初にあげた781年（天応元年）の詔により、
として、郡司、軍毅を除く内・外官の員外官を全廃した。加えて、公廨稲を自分のものにしたり、民から利益をあさるようなものの官位を下げ、内外の官人で清謹なものを顕官にし、貪欲で残忍なものは巡察を派遣して調査し、官位を下げる旨も述べられている。桓武天皇の心づもりでは、
というところにあった。昔の素朴な人情を現代に取り戻そう、ということである。これにより、僅かな例外を除いて員外官は消滅したが、これ以降は収益を目的とする権官（ごんかん）が盛行した。権官自体は巻第二十八に、767年（神護景雲元年8月）の称徳天皇の時代に。従五位下の藤原雄依が越前権守に任命されたのが初出であり、これが原因ではないとする説もあるが、延暦末年から急増したことは事実である。
また、対象外とされた郡司についても、天応2年3月18日の勅令で、郡司主帳以上の員外官で、喪により解任されたものは復任することができないという法令が、『類聚三代格』に掲載されている。